# Cupcakes Taste Like Violence
Cupcakes Taste Like Violence é o segundo EP do músico estadunidense Jeffree Star, foi lançado em 9 de dezembro de 2008.

## Gravação e produção
Depois de anunciar no final de 2007 que havia começado a gravar seu primeiro álbum, Beauty Killer, Jeffree Star embarcou em sua primeira turnê: J-Star Will Steal Your Man Tour, enquanto viajava, escrevia suas músicas, incluindo "Cupcakes Taste Like Violence" e uma capa de Rockwell's "Somebody's Watching Me". Até este momento, Jeffree Star anunciou em seu MySpace o nome de algumas músicas, que seriam incluidas em Beauty Killer, como "Picture Perfect" (Que era intitulada "Mascara + Mistakes = Murder") e "So Fierce". No verão seguinte, Jeffree Star, enquanto fazia a Vans Warped Tour, lançou duas novas faixas, uma delas "So Fierce".
Com Beauty Killer programado para estrear no final de 2008, "Somebody's Watching Me" foi escolhido para ser o primeiro single do álbum. Um disco de vinil rosa foi decidido para estrear em Outubro exclusivamente nas lojas Hot Topic, no entanto a data de lançamento do álbum foi atrasada para o começo de 2009, "Somebody's Watching Me" se tornou "Starstruck" e é o single de estréia do EP.
O EP foi anunciado como "Cupcakes Taste Like Violence", e foi lançado antes, incluindo quatro músicas. Quando Jeffree Star noticiou o nome das faixas do EP no MySpace, parecia ter sido estendido um pouco mais, agora incluindo seis músicas. As faixas foram originalmente gravadas para o CD Beauty Killer. Para promover o EP, Jeffree anunciou que "Starstruck" seria lançado no MySpace em 3 de Outubro de 2008, mas foi lançada antes, em 28 de setembro em seu profile no Purevolume. No entanto, devido a uma disputa legal, a faixa foi retirada de seu EP. Em 27 de Outubro, "So Fierce" foi lançada no MySpace.

## Faixas
1. "Miss Boombox"
2. "Lollipop Luxury"
3. "Cupcakes Taste Like Violence"
4. "Picture Perfect!"
5. "So Fierce"
6. "Heart Surgery Isn't That Bad..." (UVEV remix)